# هلال

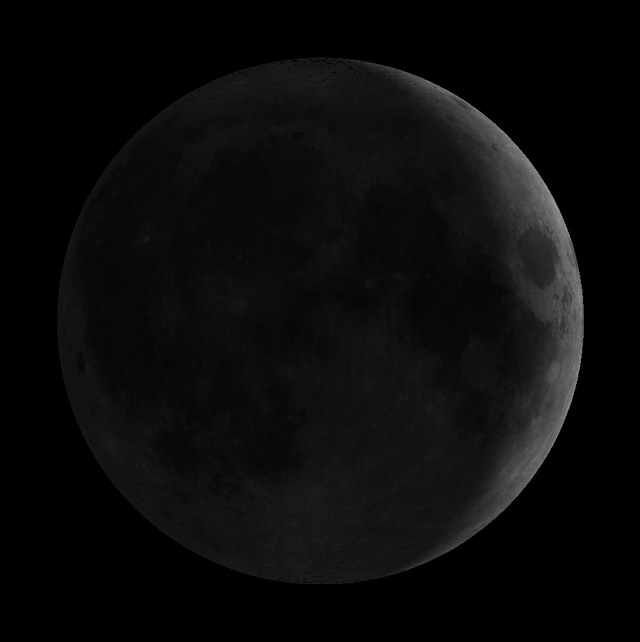
الهلال يمثل الجزء المضيء من سطح القمر

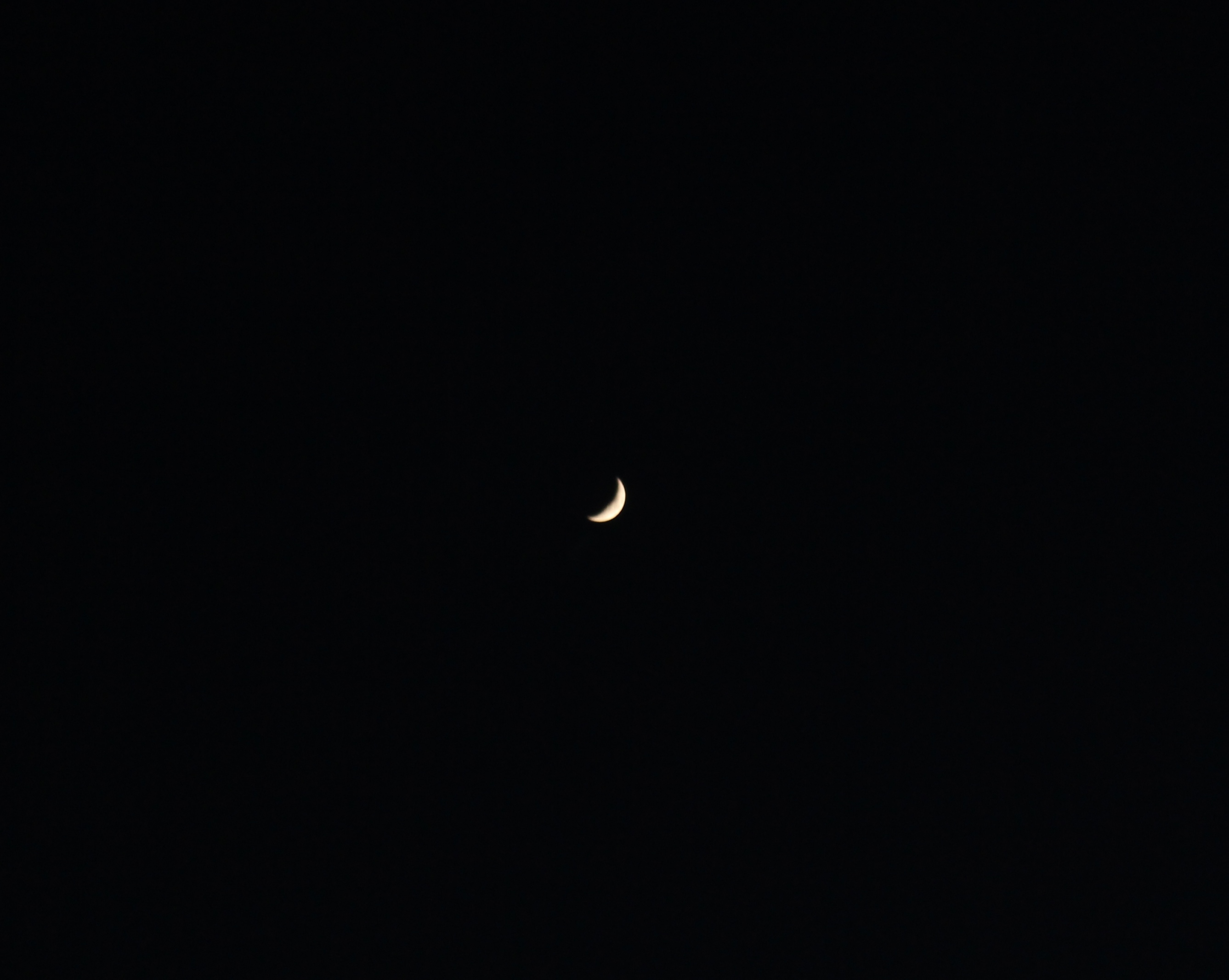
الهلال في بداية الشهر الهجري في معسكر بيلا سينا في نويبع، سيناء.

الهلال (الجمع: أَهِلَّة) جزء من القمر يمثل قوس مضيء رفيع في السماء.
شكل الهلال هو رمز أو شعار يستخدم لتمثيل المرحلة القمرية في الربع الأول («القمر المنجل»)، أو عن طريق الرمز الذي يمثل القمر نفسه.
يستخدم كرمز فلكي للقمر، وكذلك الرمز الكيميائي لمعدن الفضة، وكان أيضا شعار ديانا / أرتميس، وهو رمز يمثل العذرية وفي التبجيل الروماني الكاثوليكي ماريان، يرتبط مع العذراء مريم.
كان يستخدم كسقف نهائي في المساجد العثمانية، لذلك صار مرتبطا بدين الإسلام كشعار لهُ، وإدخل رمز الهلال (كشرطي قسيس) لرجال الدين المسلمين في الجيش الأمريكي في عام 1993..

## الرمزية
يستخدم رمز الهلال بالدرجة الأولى لتمثيل القمر، وليس بالضرورة في مرحلة قمرية معينة. عندما تستخدم لتمثيل طور القمر الشمعي أو المتضائل، يشير «الهلال» أو «المتقلب» إلى الربع الأول من الشمع، في حين أن الرمز الذي يمثل الربع النهائي المتلاشي يسمى «تناقض».

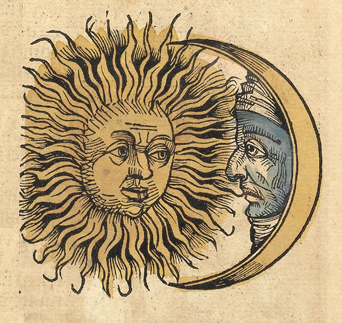
الشمس والقمر مع الوجوه (1493 نقش خشبي)

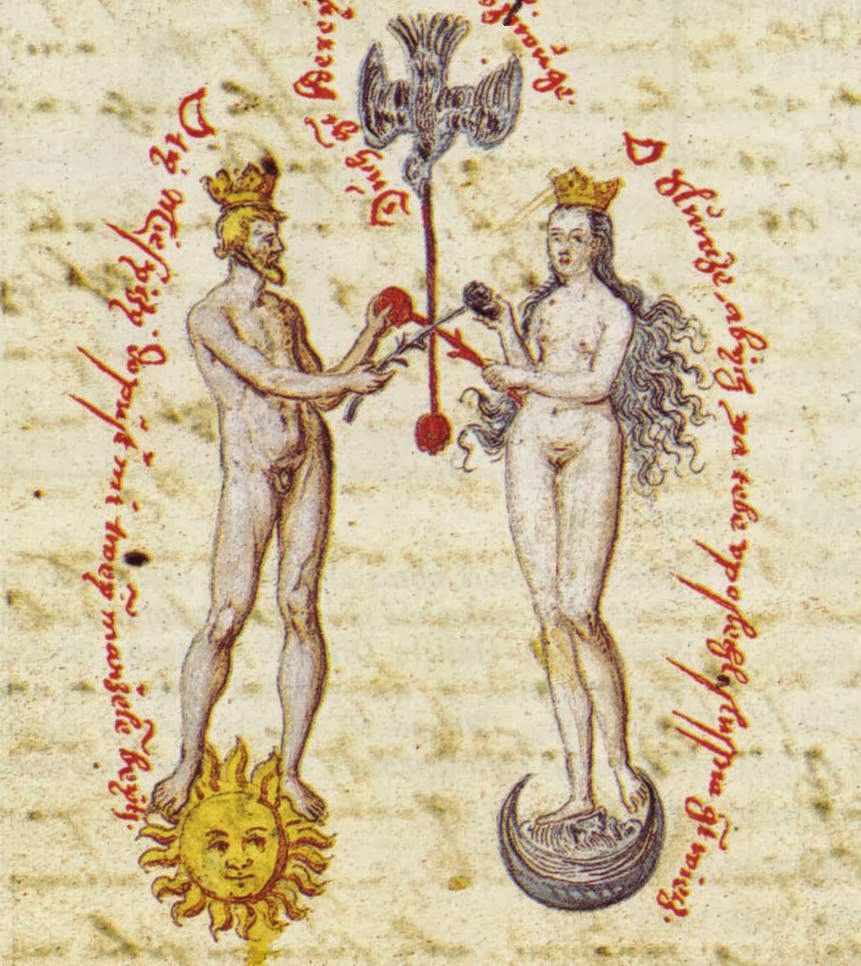
هيروس جاموس من الشمس والقمر في مخطوطة الخيميائية في القرن ال16

كان رمز الهلال يستخدم لفترة طويلة كرمز للقمر في علم التنجيم، وبامتداد الفضة (كمعدن مطابق) في الخيمياء. ويشهد استخدام علماء الفلك للرمز في البرديات اليونانية القديمة التي تحتوي على الأبراج. في نصف الكرة الأرضية في بيانشيني في القرن الثاني، يظهر تجسيد القمر مع هلال يعلق على غطاء الرأس.
وأحتفظ على ارتباطها القديم مع عشتار (عشتروت) لأرتيميس آلهة الصيد في رمز القمر (كما يرمز لهلال) يمثل مبدأ الإناث (كما يقترن بالشمس يمثل مبدأ الذكور)، و (أرتميس ديانا كونها آلهة عذراء) خاصة البكارة والعفة الأنثوية. في التقليد الروماني الكاثوليكي، دخلت الهلال الأيقونية ماريان، من قبل جمعية مريم مع امرأة من نهاية العالم (الموصوفة مع «القمر تحت قدميها، وعلى رأسها تاج من اثني عشر النجوم» في الوحي) تمثيل الأكثر شهرة مريم بوصفها امرأة نهاية العالم هي عذراء غوادالوبي.

## الشكل
يتكون شكل الهلال من قرص دائري مع جزء من دائرة أخرى أزيلت من الحافة، بحيث يبقى الشكل عبارة عن شكل محاط بأقواس دائرية ذات أقطار مختلفة تتقاطع عند نقطتين (عادةً ما يكون الشكل مغلقًا لا تشمل مركز الدائرة الأصلية). على هذا النحو، فإنه ينتمي إلى فئة من الشخصيات المعروفة باسم lune في الهندسة المستوية. تعرف الانحرافات نحو نقاط تقاطع القوسين باسم «الأبواق» في الهلال. يشبه شكل الهلال الكلاسيكي قرونه إلى الأعلى (وغالبًا ما يرتديها قرون عندما تلبس كتاج أو إكليل، على سبيل المثال في صور للإلهة القمرية، أو في غطاء الرأس للملوك الفارسيين، إلخ.

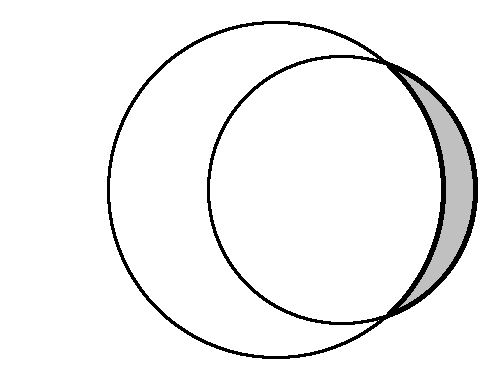
اشكال هندسية للقمر
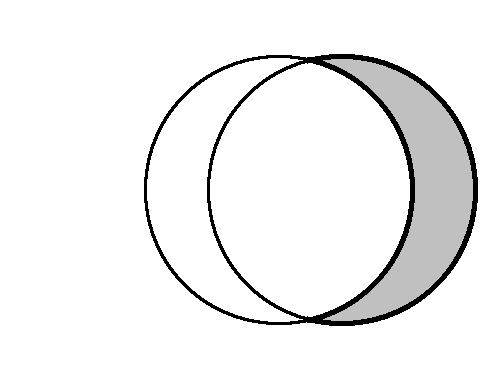
أشكال هندسية للقمر
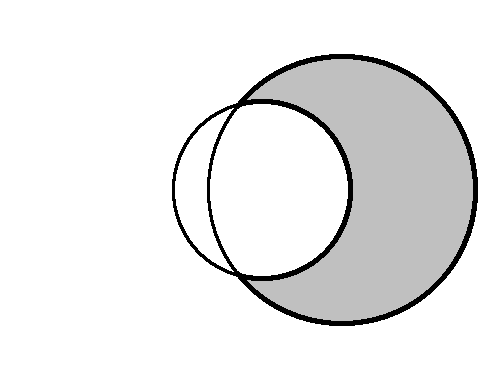
أشكال هندسية للقمر
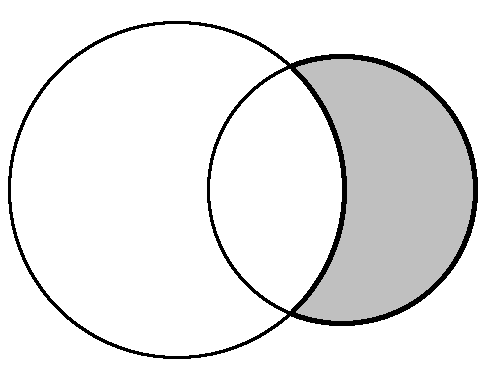
أشكال هندسية للقمر
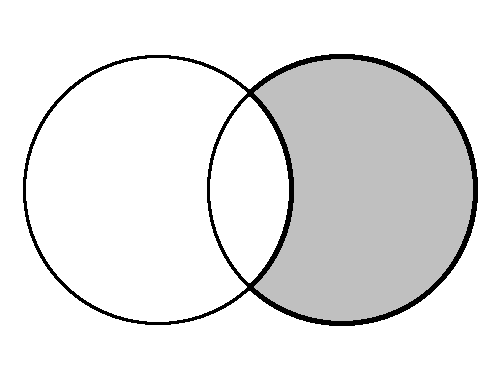
أشكال هندسية للقمر
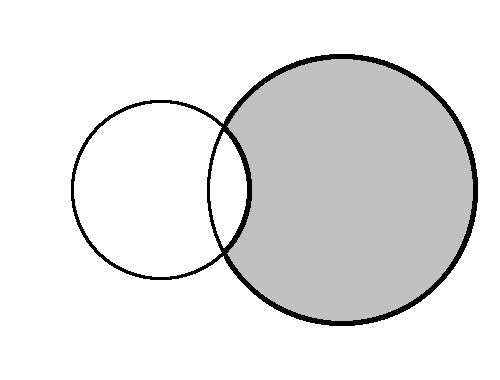
أشكال هندسية للقمر
شكل هلال فلكي صحيح (منطقة مظللة)، يكمله شكل محدب (منطقة غير مظللة).
مثال يبين هلالا — في هذا المثال، توجد دائرة كبيرة حذفت منها دائرة صغيرة.

مشتق كلمة الهلال اشتقاقيًا من النعت الحالي لفكر الفعل اللاتيني «للنمو»، الذي يشير تقنيًا إلى قمر الصبح (لونا كريسكيس). كما يظهر من نصف الكرة الشمالي، يميل القمر المشمع إلى الظهور مع قرونه تشير نحو اليسار، وعلى العكس من القمر المتضائل مع قرونه تشير نحو اليمين. ومع ذلك، فإن الكلمة الإنجليزية الهلالية قد تشير إلى الشكل بغض النظر عن اتجاهها، باستثناء اللغة الفنية للرنزة المستخدمة في شعارات النبالة، حيث تشير كلمة «متناقض» إلى شكل هلال مع أبواقها إلى اليسار، وتشير كلمة «متناقض» إلى واحد مع أبواقها إلى اليمين، بينما تشير كلمة «الهلال» في حد ذاتها إلى شكل هلال مع قرون مشيرا إلى الأعلى.
يظهر شكل الجانب المضاء لجسم كروي (لا سيما القمر) الذي يبدو أقل من نصف الضوء الذي تضيئه الشمس كما يراه المشاهد في شكل مختلف عن ما يطلق عليه الهلال عمومًا في الهندسة المستوية: بافتراض فاصل الانهيار يقع على دائرة كبيرة، سيظهر الهلال في الواقع على أنه الشكل الذي يحده نصف بيضاوي ونصف دائرة، ويتزامن المحور الرئيسي للقطع الناقص مع قطر نصف دائرة.
يشفر ينيكود الهلال (انكريزنت) في U + 263D (☽) ومتناقض في U + 263E (☾). توفر مجموعة الرموز والرموز المصورة المتنوعة المتغيرات ذات الوجوه: U + 1F31B 🌛 في قمر الربع الأول مع الوجه و U + 1F31C 🌜 في ربع القمر الأخير مع الوجة.

## التاريخ المبكر
يستخدم شكل ورمز الهلال لتمثيل القمر، ويشير إلى القمر الإله إنانا رمز الخطيئة من وقت مبكر، وهو رمز مرئي في الأختام الاسطوانية في الحضارة الأكادية في وقت مبكر من عام 2300 قبل الميلاد. كما كان لوغراف مصر الذي يمثل القمر أيضا على شكل هلال،
واستخدم الهلال بشكل جيد في رموز الأيقونات في الشرق الأدنى القديم، وكان يستخدم من قبل الفينيقيين في القرن الثامن قبل الميلاد حتى قرطاج في تونس الحديثة. ويظهر الهلال والنجم أيضا في عملات ما قبل الإسلام في جنوب الجزيرة العربية.
ونشأ رمز عبارة عن مزيج من النجم والهلال في الشرق الأدنى القديم، ويمثل القمر وعشتار (كوكب الزهرة)، وغالبًا ما يتم دمجهما في ثالوث مع القرص الشمسي. وقد ورثت في كل من الأيقونة الساسانية والهليانية.

### العصور الكلاسيكية القديمة
في الأيقونية التي تعود إلى الفترة الهلنستية، أصبح الهلال رمزاً لأرتيميس ديانا، آلهة صياد العذراء المرتبطة بالقمر. تظهر العديد من الصور أرتميس ديانا وهي ترتدي القمر الهلال كجزء من غطاء الرأس. كان الرمز المرتبط بالنجم والهلال هو شعار سلالة ميثريدتس في مملكة بونتوس، وكان يستخدم أيضًا كرمز بيزنطة.

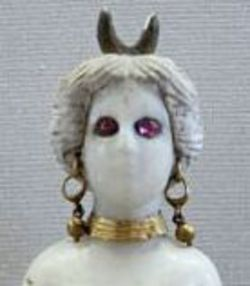
عشتروت مع قرون، تمثال صغير من حقبة بلاد ما بين النهرين السلوقية
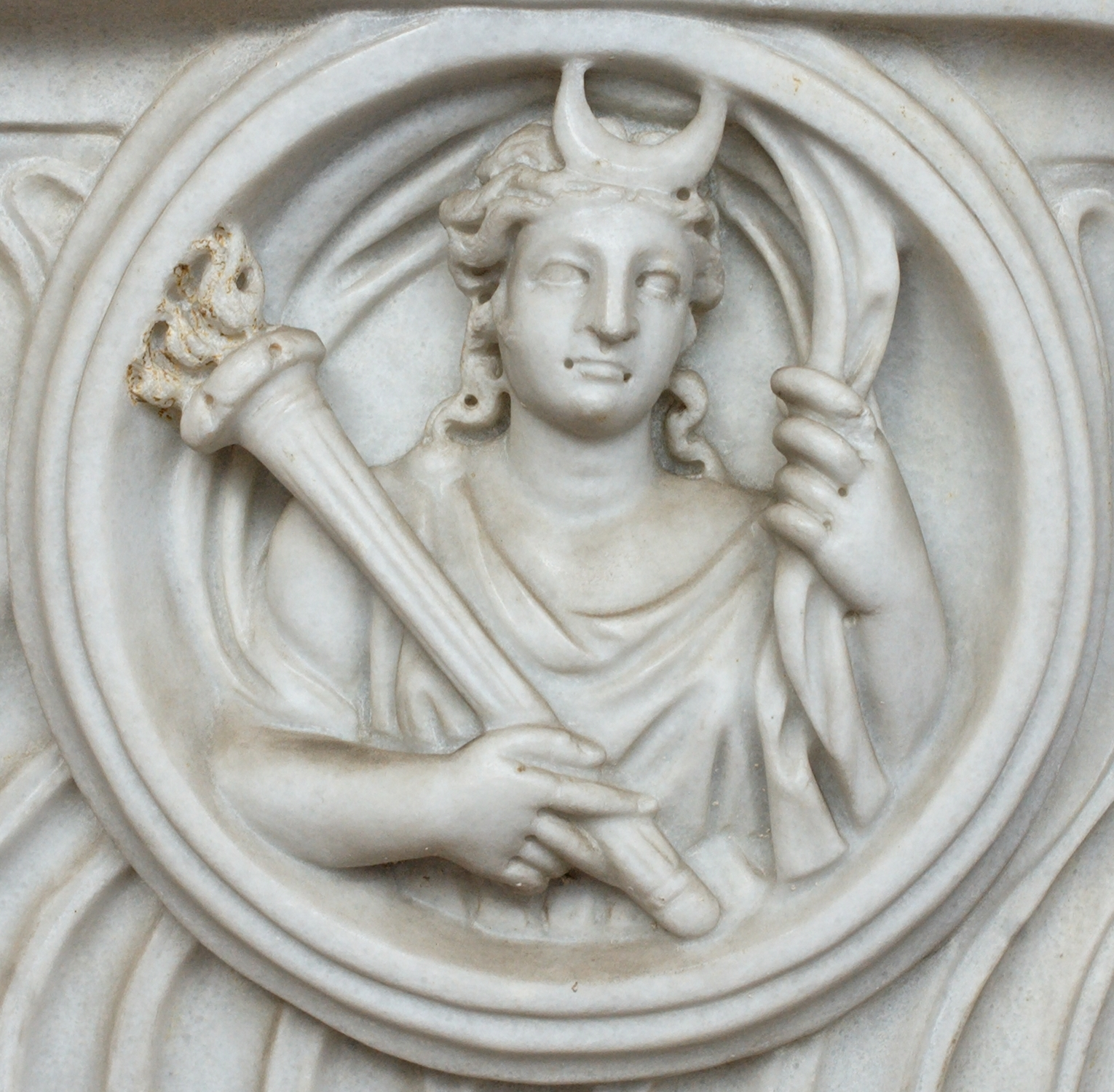
تمثال من سيلين على تابوت روماني (القرن الثالث)
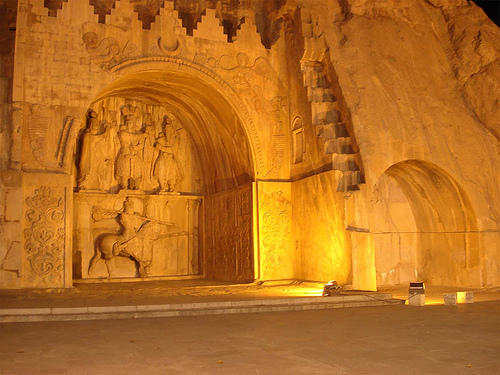
طق بستان، من الإمبراطورية الساسانية في بلاد فارس (عصر ما قبل الإسلام). لاحظ الهلال فوق القوس.

## أصل التسمية
في اللغة العربية يقول الفيروزآبادي: الهلال غرة القمر أو لليلتين إلى ثلاث أو إلى سبع ولليلتين. من أخر الشهر ست وعشرين وسبع وعشرين في غير ذلك قمر.

## التعريف
الهلال وجه من الأوجه العديدة للقمر يظهر أوائل الشهر العربي ويسمى الهلال الجديد وفي أواخر الشهر العربي ويسمى الهلال القديم ويمكن رصد الهلال الجديد في الافق الشرقي قبيل شروق الشمس مباشرة. والهلال تسمية قديمة للقمر عند العرب الجنوبيين قديما وفي الحضارة الإسلامية أولى الفلكيون المسلمون عناية خاصة به لضبط بدايات الشهور العربية والأعياد وبعض المناسبات الدينية الأخرى. وذكره عالم الطبيعة زكريا القزويني المتوفي سنة 682 ه ضمن فصل (في زيادة ضوئه ونقصانه) بقوله: وإذا بعد (أي القمر) عن الشمس إلى المشرق ومال النصف المظلم من الجانب الذي يلي المغرب إلى الأرض تظهر من النصف المضئ قطعة هي الهلال.ويمكن مشاهده كوكب الزهرة هلالا ومثلها كوكب عطارد ولكن بالتلسكوب لا بالعين المجردة.

## وصلات خارجية
- أصل استعمال الهلال كرمز للإسلام
- MathWorld article on geometric "Lune"
- Worldwide Moon Sighting Reports
- التقويم الإسلامي المعتمد على تنبؤات ظهور الهلال
- الهلال يضيء على عامة الناس، وليس على المسلمين فقط